# Инкинен, Виктор Викторович
Виктор Викторович Инкинен (1912 — ?) — директор Ленинградского электромеханического завода (ЛЭМЗ) (1953—1972), лауреат Государственной премии СССР 1969 года.
Родился 23.03.1912 в Санкт-Петербурге. Член КПСС с 1932 года.
Окончил школу ФЗУ (1928, до 1932 г. работал токарем), Военное авиационно-техническое училище (1935) и (без отрыва от производства) курсы инженеров (1938).
В 1935—1941 гг. инструктор, старший преподаватель в Военном авиационно-техническом училище.
Во время войны: старший техник-лейтенант, капитан инженерно-авиационной службы, место службы: 2 Вольская ВАШАМ (военная авиационная школа механиков).
После увольнения в запас (1946) работал мастером и начальником цеха на Ленинградском электромеханическом заводе. В 1951—1953 гг. заместитель директора завода «Электропульт».
С марта 1953 г. директор ЛЭМЗ. С его приходом завод освоил выпуск щитов и пультов управления электростанциями, а также бытовых и промышленных электросчетчиков (1954).
С 1972 года на пенсии.
Лауреат Государственной премии СССР 1969 года (в составе коллектива) — за разработку малогабаритной электронной управляющей машины и управляющих вычислительных комплексов типа УМ1-HX и внедрение их в первые цифровые управляющие системы в различных отраслях народного хозяйства.
Награждён орденом Ленина (22.06.1966) и медалями, в том числе «За боевые заслуги» (03.11.1944) и «За победу над Германией в Великой Отечественной войне 1941—1945 гг.».